# Карлос Гардель (станция метро)
«Карлос Гардель» (исп. Carlos Gardel) —  станция Линии B метрополитена Буэнос-Айреса. Станция расположена между станциями «Пуэйрредон» и «Медрано». Станция расположена под улицей Авенида Корриентес на её пересечении с улицей Агуэро в районе Бальванера. Станция была открыта 17 октября 1930 года на первом участке линии B, открытом между станциями между Федерико Лакросе и Кальяо. Первоначальное название станции было Агуэро, которое впоследствии было изменено из уважения к Карлосу Гарделю. 12 июня 1933 года выход из метро появился в торговом центре Mercado de Abasto.

## Декорации
На станции Карлос Гардель пять фресок: на Южной платформе расположены три фрески Андреса Компануччи изображающие знаменитого певца танго и на северной платформе расположенной в торговом центре Mercado de Abasto, тот же автор воспроизводит фасад рынка, расположенного недалеко от станции; в 2000 году в вестибюле станции появились два новых фрески, создание которых началось в 1998 году под названием «гончар Ingeborn Ringer». Их дизайн разработал Карлос Паес Виларо, так же на тему Гарделя; а воплотил в жизнь Леон Унтроиб в 2000 году. Также отделкой станции занимались учащихся школы живописи, на северной платформе в 1984 году. 

## Массовая культура
В 2014 году Кевин Йохансен участвовал мини-сериале Combinaciones, снимавшемся на станции.
Mañana en el Abasto - рок-песня Аргентины, созданная Лукой Проданом из третьего альбома группы Sumo (banda) под названием After Chabón, опубликованная в 1987 году. Эта песня была исполнена на станции Карлос Гардель в одном из клипов.

## Достопримечательности
Они находятся в непосредственной близости от станции:
- Abasto de Buenos Aires
  - Museo de los Niños
- Общая начальная школа Коммуны N° 06 Gral. Martín Rodríguez
- Colegio Nº 05 Бартоломе́ Ми́тре
- Colegio Nº 14 Juan José Paso
- Музыкальная школа
  - Conservatorio Superior de Música Мануэ́ль де Фалья
  - Conservatorio Superior de Música de la Ciudad de Bs. As. А́стор Пьяццо́лла
- Образовательный центр de Nivel Primario N° 04
- Школа Танго Carlos Copello
- Театр El Extranjero
- Ciudad Cultural Konex

## Галерея

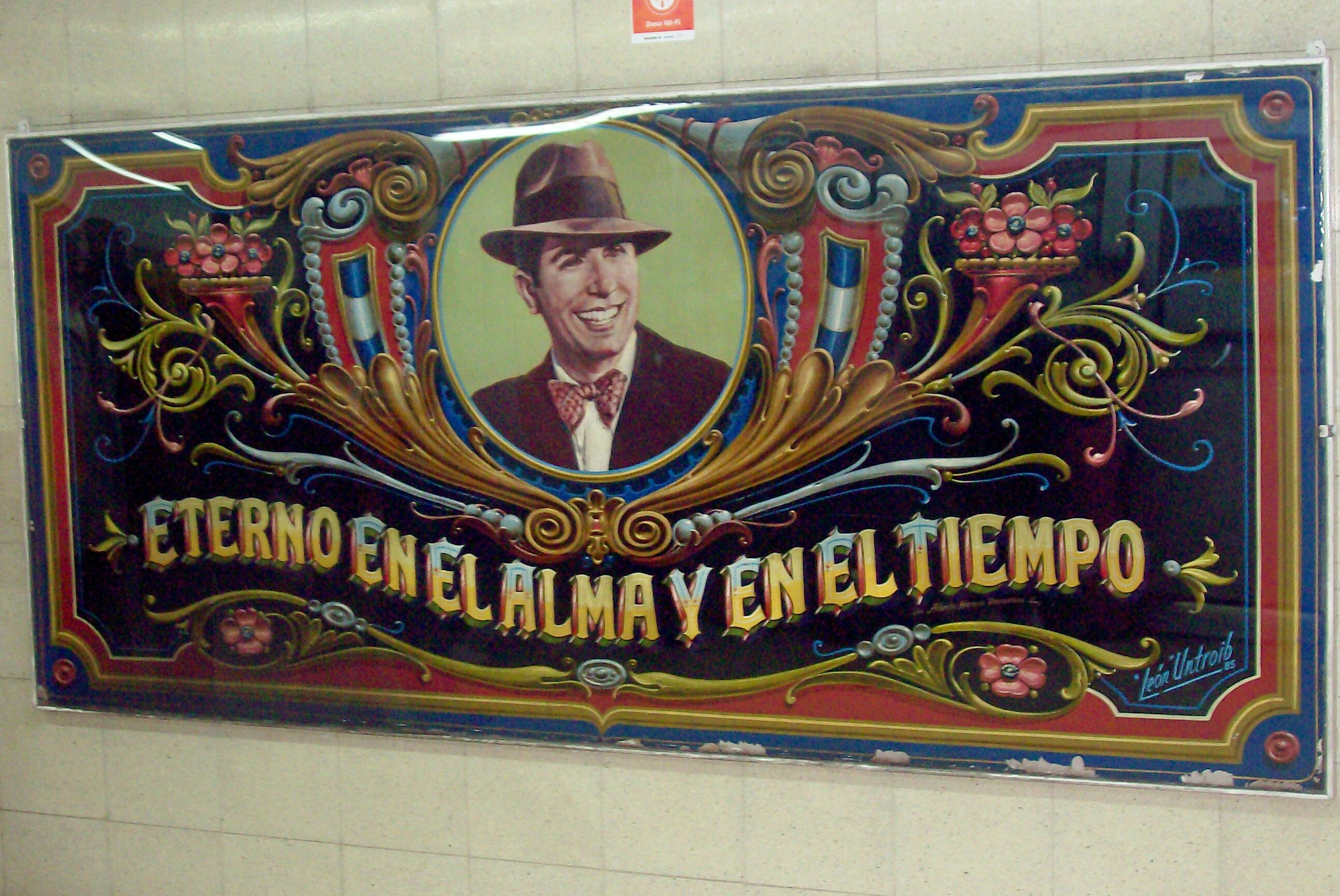
Портрет Карлоса Гарделя у касс станции, работы Леона Уинтроиба.
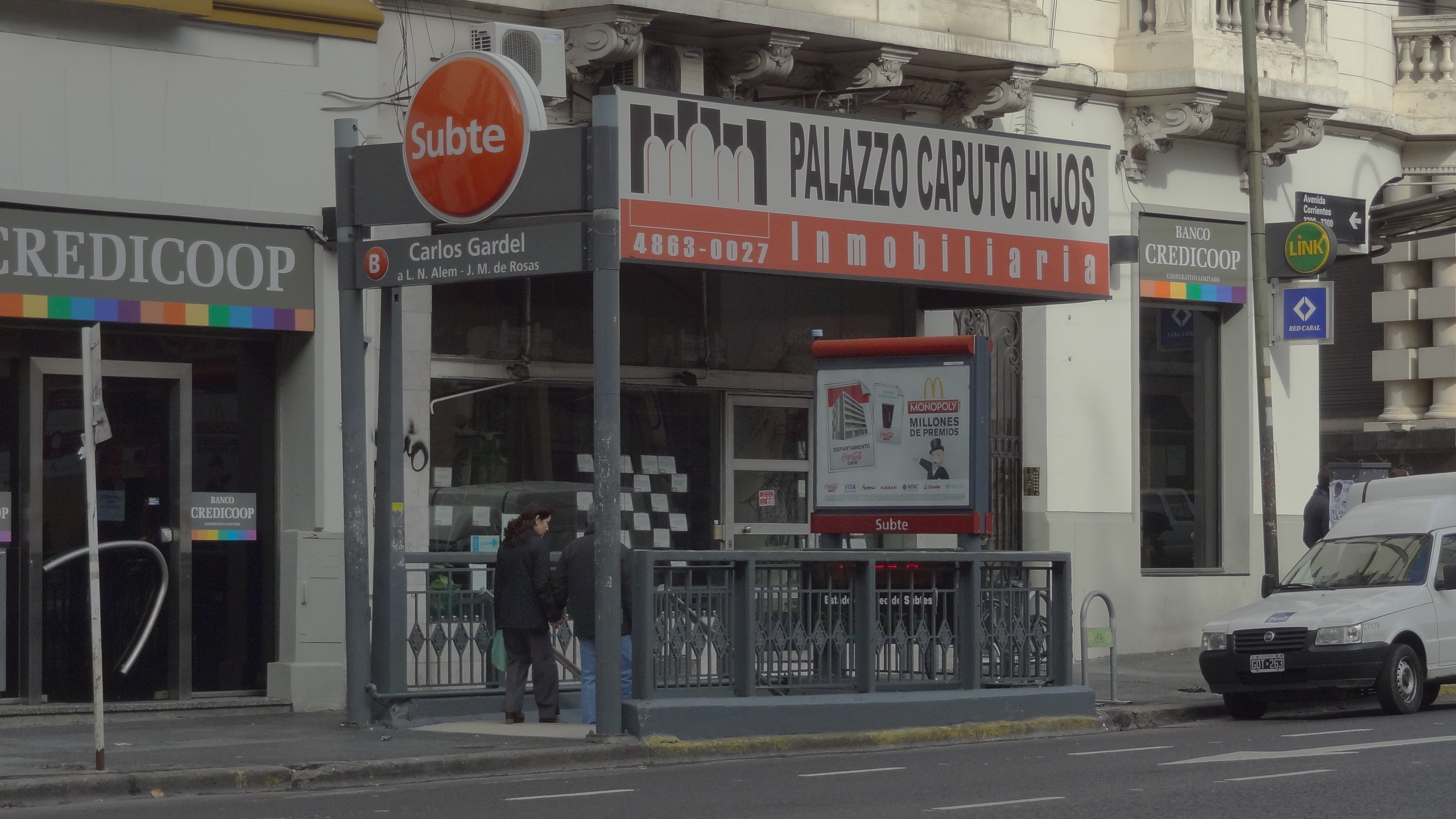
Вход с улицы.
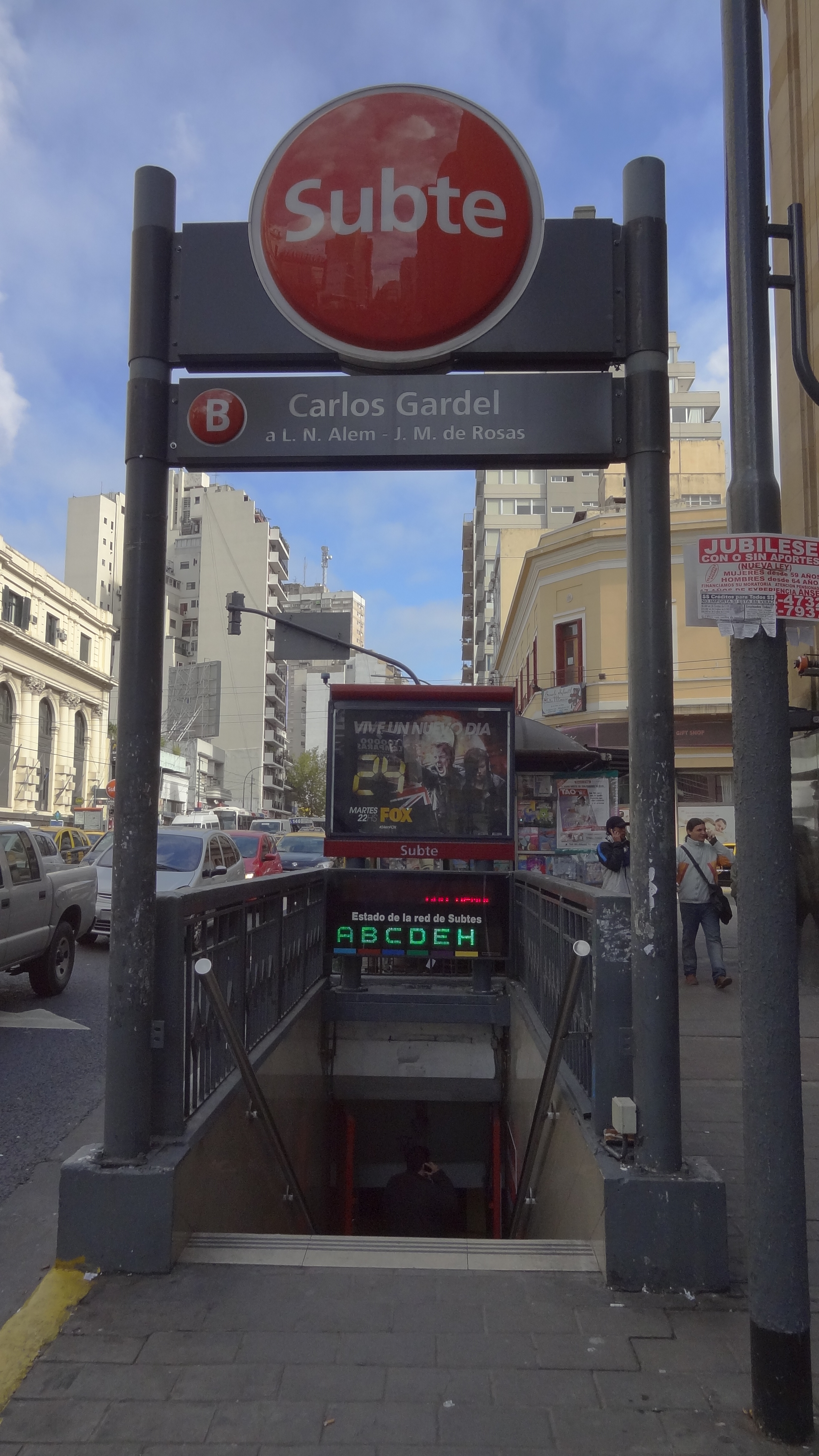
Вход с улицы.
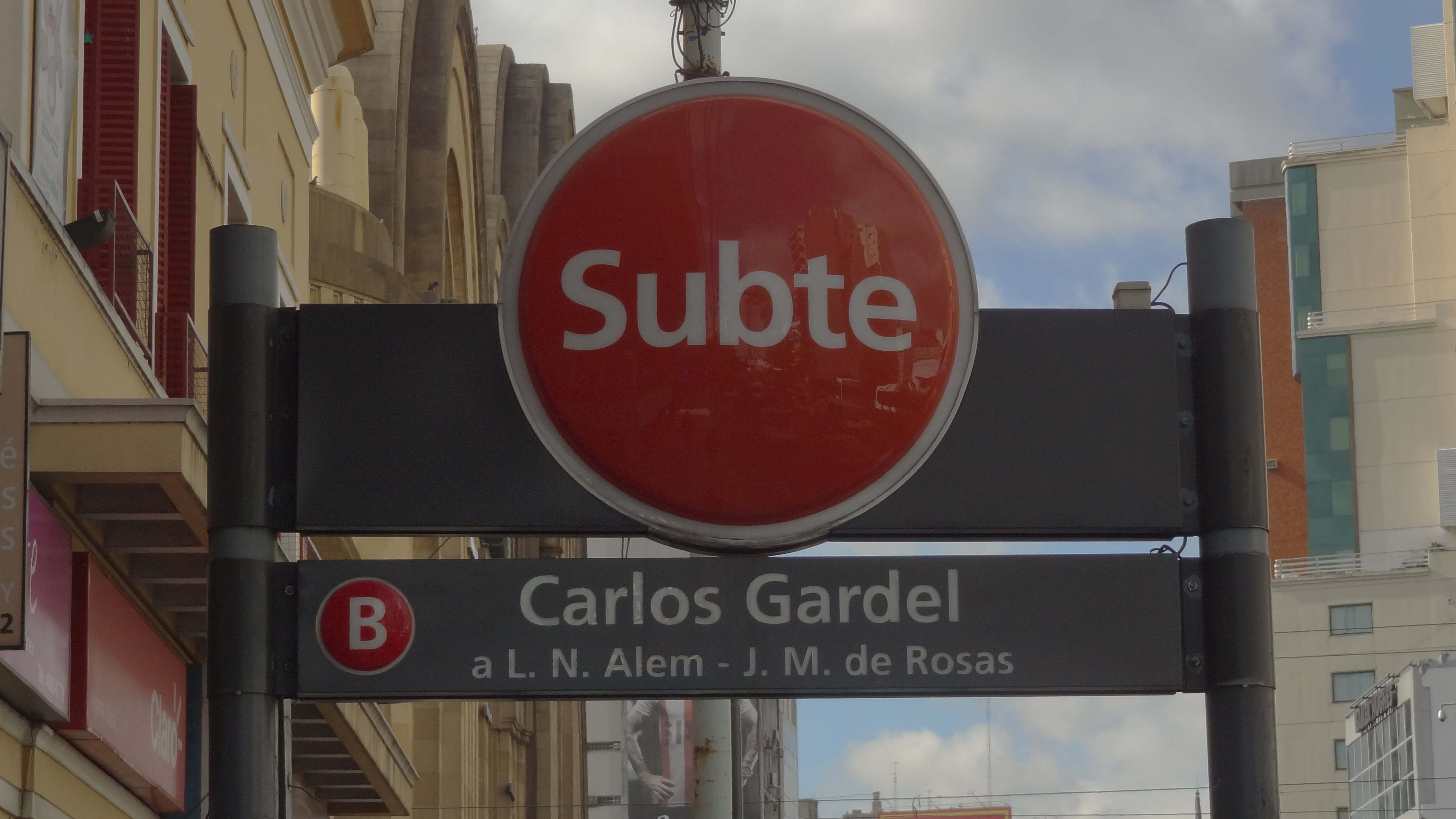
Вход с улицы.